# 46-okunen no Koi
Big Bang Love, Juvenile A (en japonés: 46億年の恋, 46-okunen no koi?,  traducción literal: 4.600 millones de años de amor) también conocida como 4.6 Billion Years Of Love, es una película japonesa dirigida por Takashi Miike y estrenada en el 56.º Festival Internacional de Cine de Berlín en 2006.
La película está basada en un manuscrito póstumo de Ikki Kajiwara, titulado "Shōnen A ereji (少年Aえれじぃ)" y escrito por su hermano menor Hisao Maki bajo el seudónimo conjunto de Ato Masaki.

## Argumento
El joven Jun Ariyoshi, que trabaja en un bar gay, un día es arrestado por matar a uno de los clientes del local, tras haber sido agredido sexualmente. Lo que desconcierta a las autoridades, es que mutiló el cadáver de su abusador en un ataque de absoluta violencia y esta reacción no le permite acogerse al derecho a la legítima defensa. En su viaje hacia la cárcel conoce a Shiro, un hombre muy violento que cumplió condena por violar a una mujer y ahora ha vuelto a prisión por asesinar a un joven, sin razón aparente.
 En la prisión, Shiro no tarda en ejercer la violencia para convertirse en cabecilla de los demás presos. Jun, más indefenso, se siente atraído por todo lo que encarna su compañero. Él es el único al que Shiro protege porque ambos se respetan y se aceptan tal y como son. Una situación que los lleva a entender que no pueden estar el uno sin el otro.

## Reparto
| Actor                  | Papel                  |
| ---------------------- | ---------------------- |
| Ryūhei Matsuda         | Jun Ariyoshi           |
| Masanobu Andō          | Shiro Kazuki           |
| Shunsuke Kubozuka      | Sumio Yukimura         |
| Kiyohiko Shibukawa     | Makoto Tsuchiya        |
| Jo Kanamori            | Héroe                  |
| Ken'ichi Endô          | Inspector adjunto      |
| Renji Ishibashi        | Inspector              |
| Ryo Ishibashi          | Director de prisión    |
| Sohee Park (Soji Arai) | Prisionero 'A'         |
| Shirô Kazuki           |                        |
| Ken Mitsuishi          | Guardia de prisión     |
| Jai West               | Prisionero trastornado |

## Lanzamiento
Big Bang Love, Juvenile A se presentó en el 56.º Festival Internacional de Cine de Berlín en febrero de 2006. Posteriormente se estrenó en Hong Kong el 12 de abril de 2006 en el Hong Kong International Film Festival y en los cines de Japón el 26 de agosto de 2006. En España se proyectó en el Festival de Cine de Sitges de 2006 y estuvo entre las nominadas a la mejor película.
 Fue publicada en DVD en dos ediciones diferentes en Japón por Shochiku Home Video. Una edición estándar y otra edición Deluxe, con contenido extra.También fue lanzada DVD en otros países,por diferentes distribuiridoras, incluyendo contenidos especiales.En 2015 fue publicada en España en DVD por Versus Entertainment, y en Blu-ray por Vértice 360, con múltiples extras: 
- Making of (41:11 min.)
- Entrevista con Takashi Miike (19:54 min.)
- Entrevista adicional en el preesteno.
- Seminario con Takashi Miike.
- Ficha artística, ficha técnica y filmografías selectas.
- Tráiler y spots.

## Análisis
Con “Big Bang Love, Juvenile A” el director recorre un camino experimental, de ejecución poética. No hay nada real en esta película, pero la verdad de la condición humana trepa y araña la superficie, en este sueño febril claustrofóbico.
Los símbolos bombardean al espectador, las metáforas abundan, la iluminación increíble y diseño visual sorprendente que es a la vez teatral y abstracto.

El planteamiento principal desde el inicio al fin de la película, vendría a ser: ¿Qué clase de hombre quieres ser?

Jun y Shiro se ven envueltos en un cóctel de provocativas influencias genéricas, para acabar hablando de los impulsos que nos mantienen vivos: el amor, la locura del deseo, la violencia, los celos, las verdades y las mentiras.

Las mariposas, el cohete, la pirámide maya, los colores, los tatuajes, los fantasmas, la atemporalidad y el minimalismo espacial contribuirán a metafóricamente a que entendamos que clase de personas son y los sentimientos que se procesan.

Las excéntricas vistas externas de un enorme templo maya antiguo y un cohete CGI de estilo Art-nouveau, expresan físicamente el mundo interior de Jun y Shiro. El cohete retrata el mundo de la razón, la ciencia y la racionalidad. Que desea despegar y explorar las estrellas lejos del alcance humano, es una clara propuesta de abandonar este mundo juntos e ir hacia delante. El antecedente histórico del templo maya apunta hacia un reino más intuitivo y contemplativo del corazón y la espiritualidad, la posibilidad del cielo y de que esta atracción que sienten, no es ni nueva ni exclusiva de ellos, si no que trata de un afecto desde los orígenes humanos. De ahí el título de la película, que es la edad aproximada de la tierra. Estas escenas poéticas y filosóficas se intercalan a lo largo de la narrativa, rompiendo nuevamente las expectativas formales de lo que debería ser una narrativa cinematográfica.

## Recepción
Jonathan Wilson en una reseña para Asian Movie Pulse, escribió: «Takashi Miike reúne a su alrededor un elenco y un equipo de profesionales consumados, creando un espectáculo cinematográfico. “Big Bang Love, Juvenile A” es una película extraña y triste, repleta de imágenes visuales memorables. Takashi Miike examina el abuso, la dominación, la violencia y el determinismo, en un estilo experimental. Todo lo que queda es destrucción y vidas destrozadas».
Crítica de David Broc para Fotogramas: «Aunque voluntariamente críptica y en algunos momentos confusa, la película supera las dificultades autoimpuestas por su discurso gracias a una puesta en escena brillante, un pulso dramático perturbador y una concepción cinematográfica del todo revolucionaria en el entorno de la propuesta artística de Takashi Miike».